# واممالا
واممالا یک شهر و شهرداری سابق در جنوب غربی فنلاند است که در سال ۱۹۰۷ تأسیس شد. در ۱ ژانویه ۲۰۰۹، واممالا با شهرداری‌های موهییروی و اَئِتسَه ادغام شد تا شهر جدیدی به نام ساستامالا تشکیل شود.

## جغرافیا
واممالا در جنوب غربی منطقه پیرکانما قرار داشت و بخشی از استان سابق (۱۹۹۷ تا ۲۰۱۰) فنلاند غربی بود.

## جمعیت‌شناسی
واممالا دارای ۱۶۶۳۵ نفر جمعیت (۳۱ دسامبر ۲۰۰۸) و مساحت زمینی ۸۰۳٫۸۷ کیلومتر مربع (۳۱۰٫۳۸ مایل مربع) بوده‌است. تراکم جمعیت ۲۰٫۲۹ ساکن در هر کیلومتر مربع (۵۲٫۶ ساکن در هر مایل مربع) بود.
واممالا شهرداری فنلاندی یک زبانه بود.

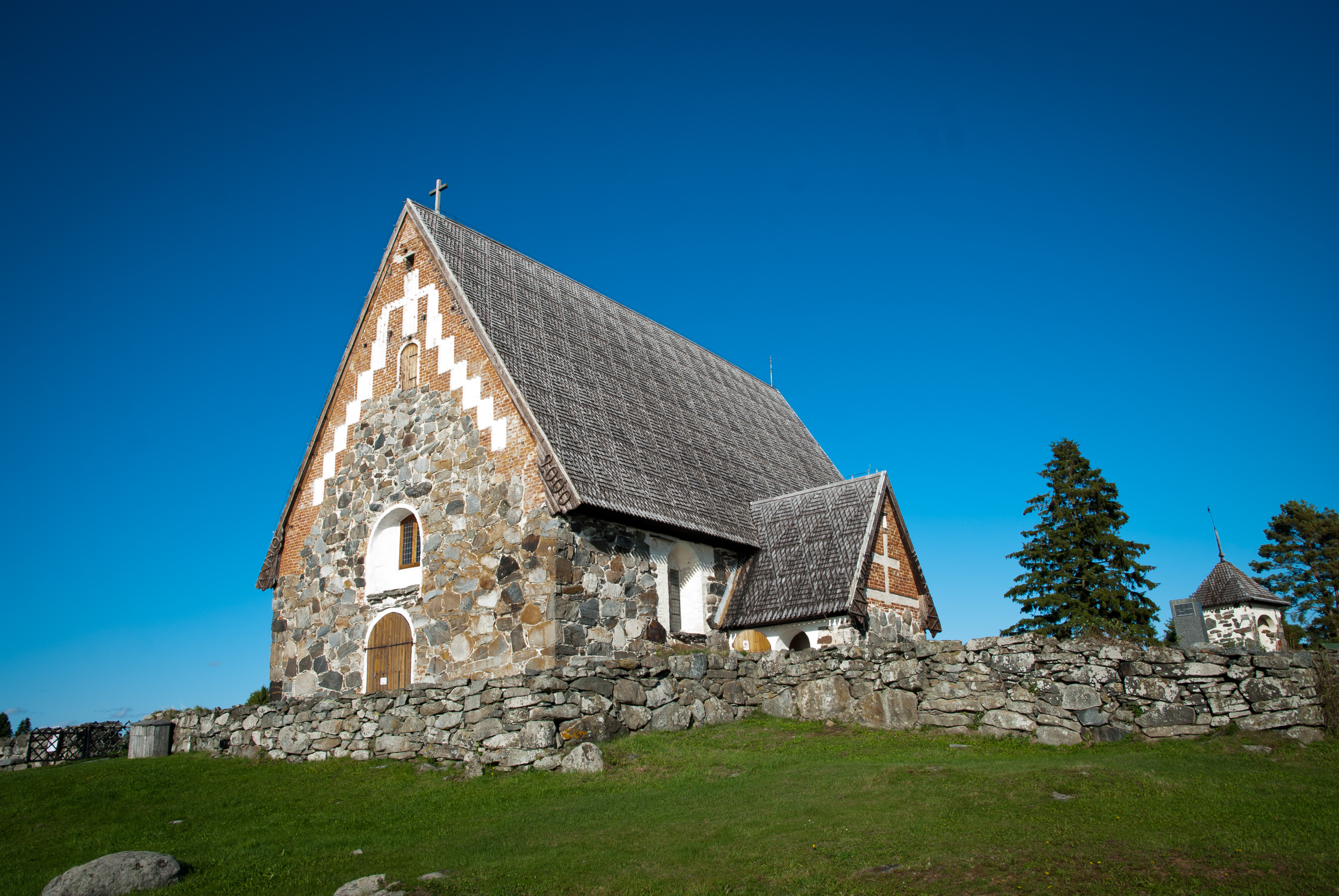
کلیسای سنت اولاف در نزدیکی واممالا